# Грузновка
Грузновка — деревня в Жигаловском районе Иркутской области России. Входит в состав Усть-Илгинского сельского поселения. 

## География
Находится на левом берегу реки Лена, примерно в 36 км к северу от районного центра, посёлка Жигалово, на высоте 585 метров над уровнем моря.

## Население
| 2002 | 2010 | 2011 | 2012 |
| ---- | ---- | ---- | ---- |
| 70   | ↘17  | →17  | ↘16  |

По данным Всероссийской переписи, в 2010 году численность населения деревни составляла 17 человек (10 мужчин и 7 женщин).

## Улицы
Уличная сеть деревни состоит из 2 улиц.